# Universität Agder

Altes Logo

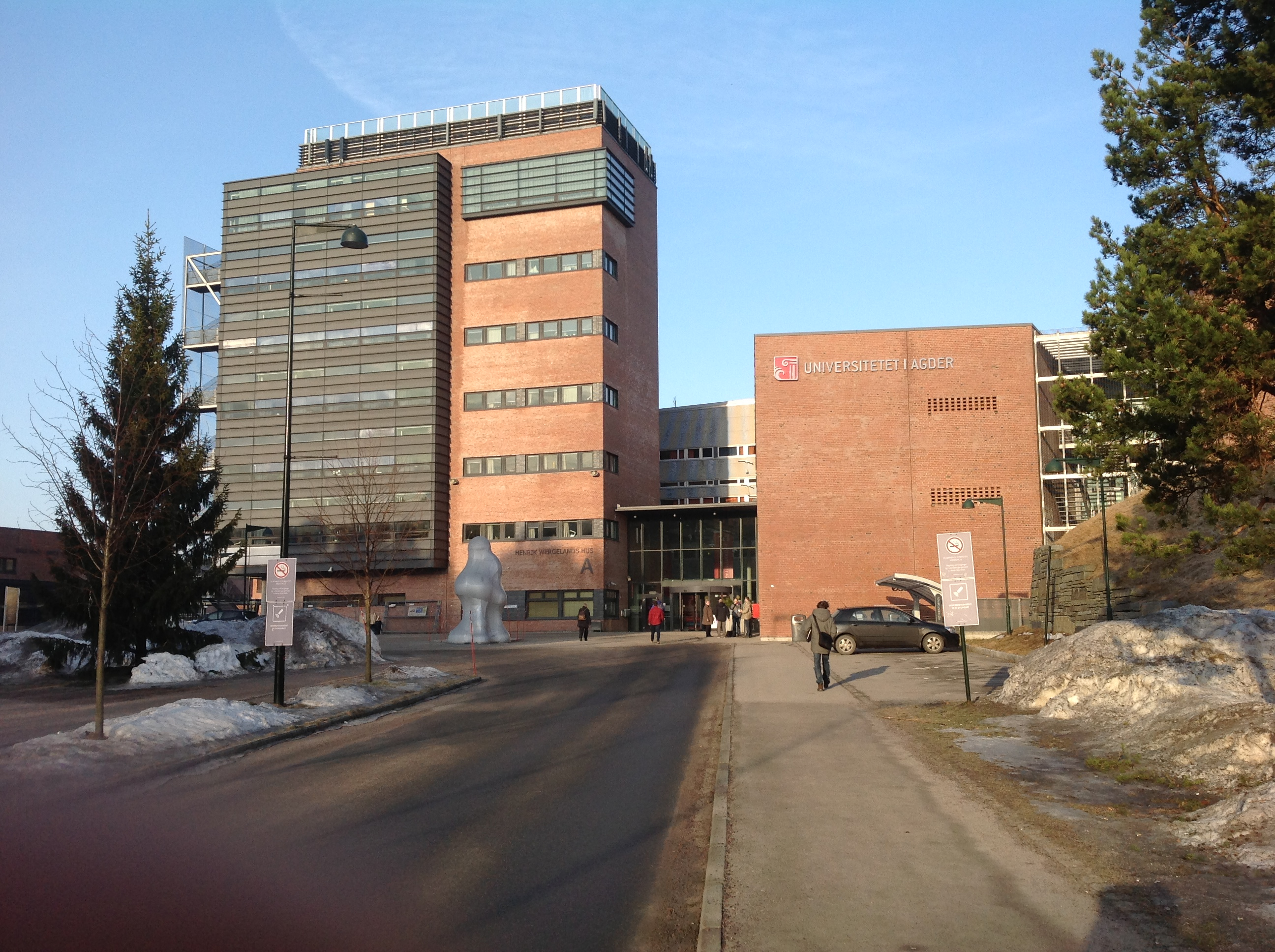
Campus der Universität Agder in Kristiansand.

Die norwegische Universität Agder (norwegisch Universitetet i Agder, UiA) wurde am 1. August 1994 als Hochschule Agder (norw.: Høgskolen i Agder) aus sechs Vorgängerhochschulen gegründet. Zum 1. September 2007 erfolgte der Statuswechsel zur Universität und die entsprechende Umbenennung in die jetzige Bezeichnung. Die UiA ist damit die siebte Universität Norwegens. Sie hat 2023 rund 13.800 Studenten und 1.550 Angestellte, darunter 980 Wissenschaftler.

## Standorte und Fakultäten
Standorte der Universität befinden sich in Kristiansand und Grimstad, wobei der Schwerpunkt in Kristiansand liegt (10.000 Studenten, 1.000 Mitarbeiter).
Die Universität hat sechs Fakultäten:
- Fakultät für Gesundheits- und Sportwissenschaft (Fakultet for helse- og idrettsvitenskap )
- Fakultät für Geisteswissenschaften und Pädagogik (Fakultet for humaniora og pedagogikk)
- Fakultät der Künste (Fakultet for kunstfag)
- Fakultät für Gesellschaftswissenschaften (Fakultet for samfunnsvitenskap)
- Fakultät für Ingenieurs- und Naturwissenschaften (Fakultet for teknologi og realfag)
- Handelshochschule an der Universität von Agder (Handelshøyskolen ved UiA)

## Studienangebot
Die Universität bietet 2024 knapp 300 Studienprogramme (einschließlich Kurzzeitprogramme) an, darunter 60 Master- und sieben Promotionsprogramme. Durch rund 200 Abkommen mit Universitäten weltweit über Austauschprogramme für Studenten und Dozenten ist die Universität Agder international vernetzt. Je knapp 500 Studierende kommen für das gesamte Studium oder einen Teil davon nach Agder bzw. gehen für einen Teil des Studiums ins Ausland.